# كينجي توشيرو
كينجي توشيرو (باليابانية: 橡尾 健次) (مواليد 26 مايو 1941)، هو لاعب كرة قدم ياباني سابق كان يلعب كمدافع. سبق له أن لعب مع منتخب اليابان.

## وصلات خارجية
- كينجي توشيرو على موقع ناشيونال فوتبول تيمز (الإنجليزية)

- National Football Teams
- Japan National Football Team Database